# Brouwerijmuseum Waasten
Het Brouwerijmuseum Waasten (Musée de la Brasserie) is een museum in de tot de Henegouwse gemeente Komen-Waasten behorende plaats Waasten.

## Geschiedenis
Het museum is gevestigd in Brasserie "La Poste", gesticht door Hector Van Windekens, die in 1857 met de productie begon. Het bier werd verkocht in 40 cafés in de omgeving die eigendom van de familie waren. Na verwoesting van de brouwerij tijdens de Eerste Wereldoorlog (1914-'18), werd de productie weer opgestart, waarbij een grotere brouwerij werd gebouwd.
Het familiebedrijf bleef bestaan tot 1976, waarna de brouwerij werd geschonken aan de plaatselijke heemkundekring met het doel er een museum van te maken. Na diverse verbouwings- en conserveringsactiviteiten opende het museum in 2009.

## Museum
Het brouwproces wordt uitgelegd aan de hand van de installatie van de brouwerij. Ook kan het hier gebrouwen bier worden geproefd.